# Бітумна гіпотеза брикетування
Бітумна гіпотеза брикетування пояснює утворення брикету клеєвою дією бітумів, що привносяться як зв'язуюче і знаходяться у вугіллі.
При брикетуванні зі зв'язуючими «бітумами» є будь-яке зв'язуюче і зв'язування вугільних зерен у брикет відбувається по поверхневим рідинним плівкам. За міцність брикетів відповідальні сили адгезії і когезії.
Бітумами при брикетуванні малометаморфізованого вугілля називаються речовини, що витягаються із вугілля органічними розчинниками і їх сумішами (спиртом, бензолом, дихлоретаном, бензином та ін.) які являють собою суміш продуктів перетворення смолистої частини рослин: смол, восків і жирних кислот.
Бітуми бурого вугілля складаються з вуглеводнів, спиртів, жирних кислот, ефірів і восків. Вихід бітумів з молодого бурого вугілля може бути більше 20 %. В старому бурому вугіллі він зменшується до 3 %. Буре вугілля, що дає вихід бітуму більше 6 %, як правило, добре брикетується.
При температурі 70-90°С бітуми розм'якшуються, плавляться, перетворюючись у пластичну масу, і, відповідно до бітумної гіпотези, склеюють частинки вугілля, виконуючи при цьому роль зв'язуючої речовини. Вода, що міститься у вугіллі, відповідно до цієї гіпотези, зменшує тертя між частинками, полегшуючи їх зближення, і, крім того, охороняє бітуми від надмірного перегріву і розкладання. При зменшенні крупності вугілля поліпшується нагрівання його часток і розм'якшення бітумів та утворюються більш міцні брикети.
Бітумна гіпотеза найбільш стара, і її неспроможність для бурого вугілля була доведена експериментально.